# Zijpe
Zijpe este o comună în provincia Olanda de Nord, Țările de Jos. 

## Localități componente
Burgerbrug, Burgervlotbrug, Callantsoog, Groote Keeten, Oudesluis, Petten, Schagerbrug, Sint Maartensbrug, Sint Maartensvlotbrug, 't Zand.